# Delia Durrer
Pour les articles homonymes, voir Durrer.
Delia Carmen Durrer est une skieuse alpine suisse, originaire d'Oberdorf dans le canton de Nidwald.
En 2021, elle devient championne de Suisse à 18 ans dans les disciplines de la descente, du Super G et du combiné.

## Biographie
Delia Durrer est née le 14 novembre 2002 à Oberdorf près de Stans dans le canton de Nidwald. Sa mère, Felicia, est originaire d’Avellino, dans le sud de l’Italie. Petite, elle s'essaie à différents sports comme le tennis, la gymnastique, le ski alpin mais aussi le ballet.
C'est à l'école primaire qu'elle décide de se consacrer pleinement au ski après avoir participé à une course locale à laquelle assistait également un entraîneur de l’association de ski nidwaldienne en quête de jeunes talents. Même si Delia Durrer est éliminée ce jour-là, elle décide de se consacrer pleinement au ski alpin. Elle finit par intégrer le cadre cantonal sous la supervision de l'entraîneur Heiko Hepperle.
En 2018, elle intègre le Gymnase sportif d’Engelberg,.
La même année, Delia Durrer se fait remarquer pour la première fois au niveau international en avril lors de la course de jeunes Whistler Cup au Canada, où elle remporte le Super-G de la catégorie U16 et se classe deuxième au slalom géant,.
À partir de novembre 2018, elle participe à ses premières courses FIS, dans un premier temps en prenant part à toutes les disciplines.

### Débuts en Coupe d'Europe
Elle fait sa première apparition en Coupe d'Europe en janvier 2019 aux Diablerets et se classe tout de suite dans les points en prenant la trentième place du combiné. Trois mois plus tard, elle remporte pour la première fois une course FIS, le Super G de Zinal.
En janvier 2020, elle participe aux Jeux olympiques de la jeunesse d'hiver de Lausanne, avec pour meilleur résultat la dixième place en combiné.
Le même mois, la Nidwaldienne remporte deux médailles d’or jeudi à l’occasion des Championnats suisses juniors à Davos en s'adjugeant le titre national de descente dans les catégories U18 et U21.
En février 2020, elle intègre pour la première fois un Top 15 en Coupe d'Europe lors du Super G de Sarntal.
En mars, elle participe aux Championnats du monde juniors 2020 de Narvik. Elle termine la saison avec un total de 5 victoires en course FIS : 3 géants et 2 descentes.

### Saison 2020-2021: Triple championne de Suisse
Elle intègre l'équipe de Suisse pour la Coupe du Monde en décembre 2020, mais sa première participation à une épreuve prévue lors des deux Super-G de Saint-Moritz est reportée à cause de la neige. « Je suis un peu frustrée, mais c’était déjà génial de pouvoir intégrer le groupe » explique-t-elle en quittant la station.
Classée pour la première fois parmi les dix premières en Coupe d'Europe en janvier 2021 à l'occasion du Super G de Zinal, elle réussit deux autres Top 10 en février en descente et en mars en Super G. Pendant la saison, elle monte également huit fois le podium dont deux victoires, lors de courses FIS.
Après avoir gagné sa place lors des entraînements, elle fait ses débuts dans le groupe Coupe du Monde le 26 février 2021 en prenant la quarante-troisième place de la descente de Val di Fassa remportée par sa compatriote Lara Gut-Behrami,.
Quelques jours plus tard, après une grosse faute, elle ne prend que la cinquième place du Super G des Championnats du monde juniors 2021 à Bansko et connait ensuite l'élimination dès la première manche du géant,.
A la fin du mois de mars 2021, elle remporte à dix-huit ans trois titres de championne de Suisse : en descente, en Super-G et en combiné à Zinal,.

### Saison 2021-2022: Progression et promotion
Sa progression est soulignée par sa promotion pendant l'été dans les cadres B de Swiss-Ski.
Le 19 décembre 2021, elle réussit son premier Top 5 en Coupe d'Europe, lors de la descente de Val di Fassa. En janvier 2022, elle remporte à Bormio sa neuvième course FIS.
Le 23 janvier 2022, elle marque son premier point en Coupe du Monde grâce à sa trentième place au super-G de Cortina d'Ampezzo, où à seulement dix-neuf ans elle était la plus jeune participante,,.
Le 19 février, elle monte pour la première fois sur un podium de Coupe d'Europe à l'issue de la descente de Crans-Montana et est la plus jeune skieuse du Top 25 de la course. Très heureuse de sa performance, la Nidwaldienne espère maintenant être régulièrement alignée en Coupe du Monde dès la saison suivante.
Elle fait partie des meilleures chances de médailles suisses à l'occasion des Championnats du monde juniors à Panorama qui débutent le 1er mars 2022. Elle y dispute cinq courses, mais n'y remporte qu'une seule médaille : celle de bronze lors du Team Event aux côtés de Delphine Darbellay, Reto Mächler et Erix Wyler.
Le 24 mars 2022, elle conserve son titre de championne de Suisse de descente à Saint-Moritz en devançant Jasmina Suter et Noémie Kolly.
Ses bons résultats obtenus lors de la saison 2021-2022 lui permettent de rejoindre le Cadre A de Swiss-Ski et d'obtenir une place fixe en Coupe du Monde.

### Saison 2022-2023: Débuts en Coupe du Monde
Delia Durrer fait ses débuts en Coupe du Monde lors des deux descentes de Lake Louise où elle se classe treizième et vingtième. 
Parallèlement, elle continue de s'aligner en Coupe d'Europe et remporte en février 2023  la descente de Châtel, signant son premier succès. 
Elle continue également de performer dans les compétitions nationales, remportant le 29 mars 2023 son troisième titre de descente consécutif à Verbier devant Stephanie Jenal et Juliana Suter. Le lendemain, Delia Durrer réédite sa performance en Super G en s'imposant devant les même concurrentes, obtenant son deuxième titre national dans la discipline après celui de 2021.

### Saison 2024-2025: Difficultés
La saison 2024-2025 est plus délicate, avec des résultats en retrait en Coupe du Monde où elle termine généralement hors du Top 20, à l'exception de deux dix-neuvième place en descente à Saint-Moritz et Altenmarkt-Zauchensee et une quinzième à Val d'Isère.   
Delia Durrer se montre toutefois plus à l'aise en Coupe d'Europe avec une troisième place à la descente de Crans Montana et une cinquième place à Kvitfjell. Mais elle doit renoncer au deuxième Super-G de Kitzbühel en mars à cause de douleurs au dos,.  

## Palmarès

### Coupe du Monde
Début en Coupe du Monde : 26 février 2021, descente de Val di Fassa.
Meilleur résultat : 30ème place, le 23 janvier 2022, Super G de Cortina.
| Saison/Classement | Général | Général | Descente | Descente | Super G | Super G | Géant  | Géant  | Slalom | Slalom | Combiné | Combiné |
| Saison/Classement | Class.  | Points  | Class.   | Points   | Class.  | Points  | Class. | Points | Class. | Points | Class.  | Points  |
| ----------------- | ------- | ------- | -------- | -------- | ------- | ------- | ------ | ------ | ------ | ------ | ------- | ------- |
| 2020-2021         | -       | -       | -        | -        | -       | -       | -      | -      | -      | -      | -       | -       |
| 2021-2022         | 128e    | 1       | -        | -        | 54e     | 1       | -      | -      | -      | -      | -       | -       |
| 2022-2023         | -       | 0       | -        | 0        | -       | 0       | -      | -      | -      | -      | -       | -       |
| 2023-2024         | 64e     | 105     | 26e      | 57       | 30e     | 48      | -      | -      | -      | -      | -       | -       |
| 2024-2025         | 77e     | 46      | -        | -        | 43e     | 10      | -      | -      | -      | -      | -       | -       |

### Coupe d'Europe
Début en Coupe d'Europe : 29 janvier 2019, Super G des Diablerets.
Meilleurs résultats : deux troisième places les 19 et 20 février 2022 en descente à Crans-Montana.
| Saison/Classement | Général | Général | Descente | Descente | Super G | Super G | Géant  | Géant  | Slalom | Slalom | Combiné | Combiné |
| Saison/Classement | Class.  | Points  | Class.   | Points   | Class.  | Points  | Class. | Points | Class. | Points | Class.  | Points  |
| ----------------- | ------- | ------- | -------- | -------- | ------- | ------- | ------ | ------ | ------ | ------ | ------- | ------- |
| 2018-2019         | 197e    | 1       | -        | -        | -       | -       | -      | -      | -      | -      | 44e     | 1       |
| 2019-2020         | 135e    | 19      | -        | -        | 47e     | 18      | -      | -      | -      | -      | 45e     | 1       |
| 2020-2021         | 53e     | 130     | 15e      | 50       | 13e     | 80      | -      | -      | -      | -      | -       | -       |
| 2021-2022         | 14e     | 369     | 3e       | 334      | 26e     | 30      | 74e    | 5      | -      | -      | -       | -       |
| 2022-2023         | 12e     | 481     | 4e       | 306      | 13e     | 175     | -      | -      | -      | -      | -       | -       |
| 2023-2024         | 39e     | 204     | 14e      | 125      | 21e     | 79      | -      | -      | -      | -      | -       | -       |
| 2024-2025         | 80e     | 94      | -        | -        | 25      | 94      | -      | -      | -      | -      | -       | -       |

### Championnats du Monde juniors
| Édition / Épreuve | Descente | Super G | Géant | Combiné | Team Event |
| ----------------- | -------- | ------- | ----- | ------- | ---------- |
| 2020 Narvik       | 26e      | 18e     | 21e   | 21e     | -          |
| 2021 Bansko       | -        | 5e      | DSQ1  | -       | -          |
| 2022 Panorama     | 4e       | 8e      | DNF1  | 33e     | · Bronze   |

### Championnats de Suisse
| Édition / Épreuve     | Descente     | Super G      | Géant | Slalom | Combiné      |
| --------------------- | ------------ | ------------ | ----- | ------ | ------------ |
| 2019 Stoos/Hoch-Ybrig | 11e          | 16e          | 21e   | DSQ1   | 10e          |
| 2020 Davos            | annulée      | 4e           | -     | -      | 11e          |
| 2021 Zinal            | · Championne | · Championne | 9e    | -      | · Championne |
| 2022 Saint-Moritz     | · Championne | 14e          | 13e   | -      | 8e           |

### Jeux olympiques de la Jeunesse d'hiver
| Édition / Épreuve | Super G | Géant | Slalom | Combiné |
| ----------------- | ------- | ----- | ------ | ------- |
| 2020 Lausanne     | 14e     | 15e   | 19e    | 10e     |

## Autres
Delia Durrer utilise les skis et casques de chez Head et des bâtons Leki. 
Elle est une très bonne pianiste,.
Delia Durrer a été sponsorisée par le fabricant d'électroménagers Electrolux. En 2025, ses sponsors personnels principaux sont le spécialiste de la vente d'or Degussa et Caffé Latte,. Delia Durrer a également signé un partenariat avec le fabricant de vélos électriques Flyer.